# Rohaite
La rohaite è un minerale.